# Sinopoda stellata
Sinopoda stellata är en spindelart som först beskrevs av Schenkel 1963.  Sinopoda stellata ingår i släktet Sinopoda och familjen jättekrabbspindlar. Inga underarter finns listade i Catalogue of Life.